# Cantone di Chamonix-Mont-Blanc
Il Cantone di Chamonix-Mont-Blanc era un cantone francese dell'arrondissement di Bonneville.
A seguito della riforma approvata con decreto del 13 febbraio 2014, che ha avuto attuazione dopo le elezioni dipartimentali del 2015, è stato soppresso.

## Composizione
Comprendeva i comuni di:
- Chamonix-Mont-Blanc
- Les Houches
- Servoz
- Vallorcine